# Duffey Lake Provincial Park
Der Duffey Lake Provincial Park ist ein Provinzpark in der kanadischen Provinz British Columbia. Er befindet sich rund 35 Kilometer östlich von Pemberton unweit der Duffey Lake Road (Highway 99) südöstlich von D’Arcy im Squamish-Lillooet Regional District.

## Geschichte
Der Park wurde am 14. Juni 1993 eingerichtet.
Der Duffey Lake und das Tal des Cayoosh Creek bildeten bereits in frühgeschichtlicher Zeit einen Verbindungspfad zwischen dem Lillooet Lake und den St'at'imc Richtung Fraser River. Der Pfad führte dabei am Ostufer des Sees entlang. Archäologische Untersuchungen im Jahr 1999 erzielten keine Funde, doch spielt der See in der mündlichen Tradition der umgebenden Indianer eine wichtige Rolle.

## Geographie
Der Park umfasst eine Fläche von 4.048 Hektar, die sich in einem schmalen Streifen am Südufer des Sees erstreckt, am Nordufer weiter ausgreift und im Westen bis zum 2438 Meter hohen Mount Rohr reicht. Dabei wird der Park durch den am Südufer verlaufenden Highway 99 durchschnitten.
Bei dem Park handelt es sich um ein Schutzgebiet der Kategorie II (Nationalpark).
Weiter im Südwesten befindet sich der mit 1.460 Hektar erheblich kleinere Joffre Lakes Provincial Park, im Südosten der mit 107.200 Hektar über 25 mal so große Stein Valley Nlaka'pamux Heritage Park.

## Ökologie
Der Park hat vor allem die Aufgabe, das Ökosystem der Leeward Pacific Ranges zu schützen. Dabei repräsentieren Flora und Fauna, darunter Schneeziegen, Schwarz- und Grizzlybären, aber auch Fischadler und Kanadareiher, die Übergangszone zwischen den Ökoregionen der Küste und denen des Hinterlandes. Daher sind nur 5 % des Parkgebiets als Erholungsgebiet vorgesehen.
1999 wurde ein Managementplan verabschiedet, bei dem N'Quatqua und St'at'imc bzw. Mt. Currie Indian Band mitwirkten, in deren traditionellen Territorien sich der See befindet. Traditionelle Nutzungsrechte hatte aber auch die Cayoose Creek Indian Band, die heutige Sekw’elw’ás First Nation. Der Plan sollte ausdrücklich nur solange fortbestehen, wie keine Verträge zwischen First Nations und der Provinz zustande gekommen sind. Sollten diese Verträge in Widerspruch zum Managementplan stehen, muss er neu verhandelt werden.

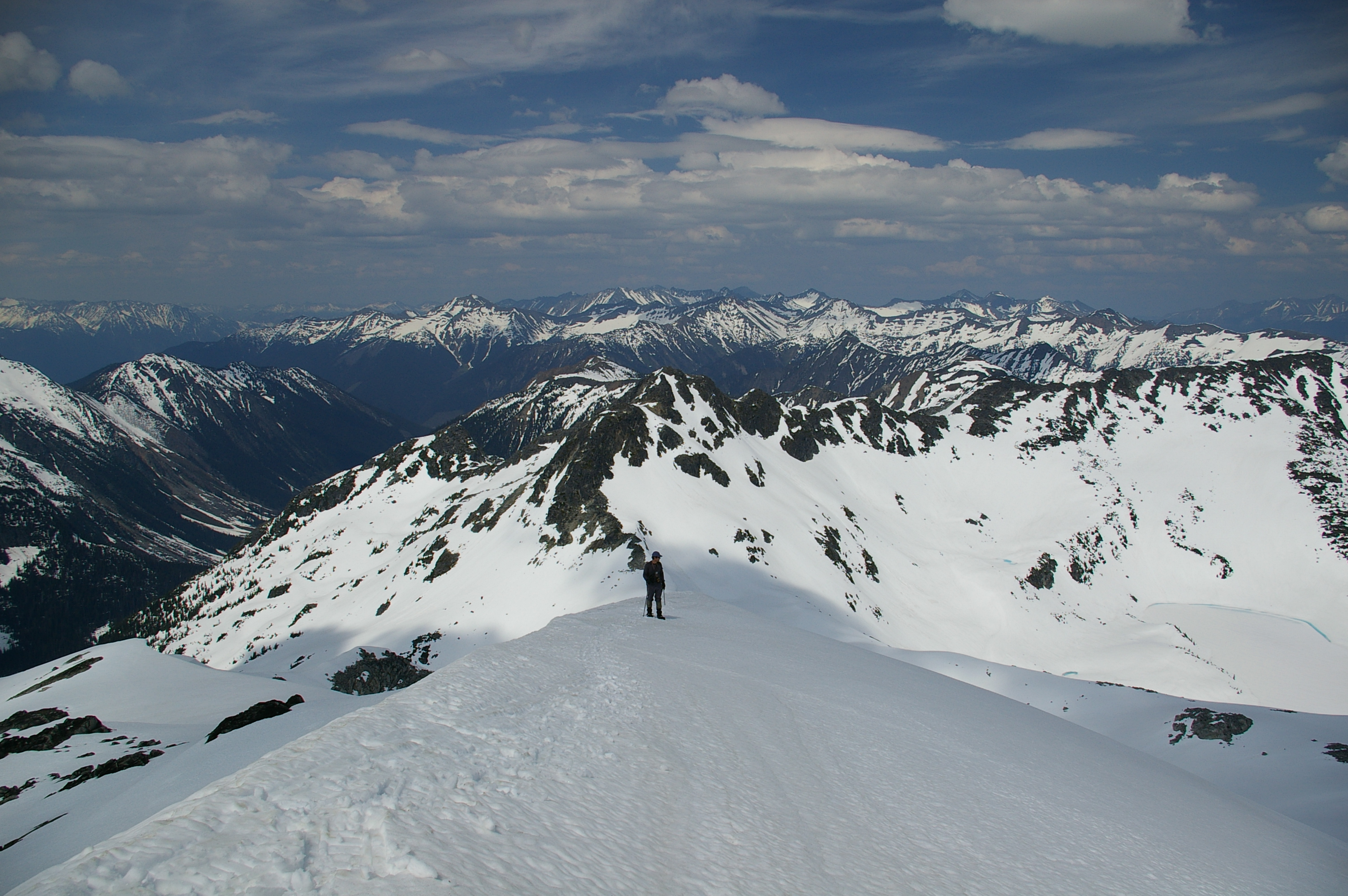
Nordseite des Mount Rohr

Innerhalb des Ökosystems von British Columbia wird das Parkgebiet vier verschiedenen Zonen zugeordnet, der Interior Douglas-fir Zone, der Coastal Western Hemlock Zone, der Engelmann Spruce - Subalpine fir Zone sowie der Alpine Tundra Zone. Mit dem Biogeoclimatic Ecological Classification (BEC) Zoning System wird das Ökosystem von British Columbia in verschiedene biogeoklimatische Zonen eingeteilt. Biogeoklimatische Zonen zeichnen sich durch ein grundsätzlich identisches oder sehr ähnliches Klima sowie gleiche oder sehr ähnliche biologische und geologische Voraussetzungen aus. Daraus resultiert in den jeweiligen Zonen dann grundsätzlich auch ein sehr ähnlicher Bestand an Pflanzen und Tieren.
Entsprechend den Zonen finden sich im Park unter anderem Westamerikanische Hemlocktanne, Douglasie und Riesen-Lebensbaum, aber auch Liliengewächse (Clintonia uniflora).
Während die Interior Douglas-fir Zone und die Coastal Western Hemlock Zone sich in den geringeren Höhen des Parks befinden, liegt ab etwa 1300 Meter Höhe die Engelmann Spruce - Subalpine fir Zone. Hier sind Felsengebirgs-Tanne, Engelmann-Fichte sowie Purpur-Tanne die vorherrschenden Baumarten. Ab etwa 1700 Meter wird die Engelmann Spruce - Subalpine fir Zone durch die Alpine Tundra Zone abgelöst.
Zur Fischpopulation des Sees gehören Stierforelle, Dolly-Varden-Forelle und die Coregoninenart Prosopium williamsoni (engl. „Mountain whitefish“).